# مادیارکسی
مادیارکِسی (به مجاری:  Magyarkeszi) یک شهرداری در مجارستان است که در ناحیه تاماشی واقع شده‌است. مادیارکسی ۳۸٫۱۶ کیلومتر مربع مساحت و ۱٬۳۴۲ نفر جمعیت دارد.